# Білл Ройкрофт
Білл Ройкрофт (англ. Bill Roycroft, 17 березня 1915 — 29 травня 2011) — австралійський вершник.
Олімпійський чемпіон 1960 року в командному триборстві, бронзовий призер 1968 (командне триборство), 1976 (командне триборство) років, учасник 1964, 1972 років.